# Gdów

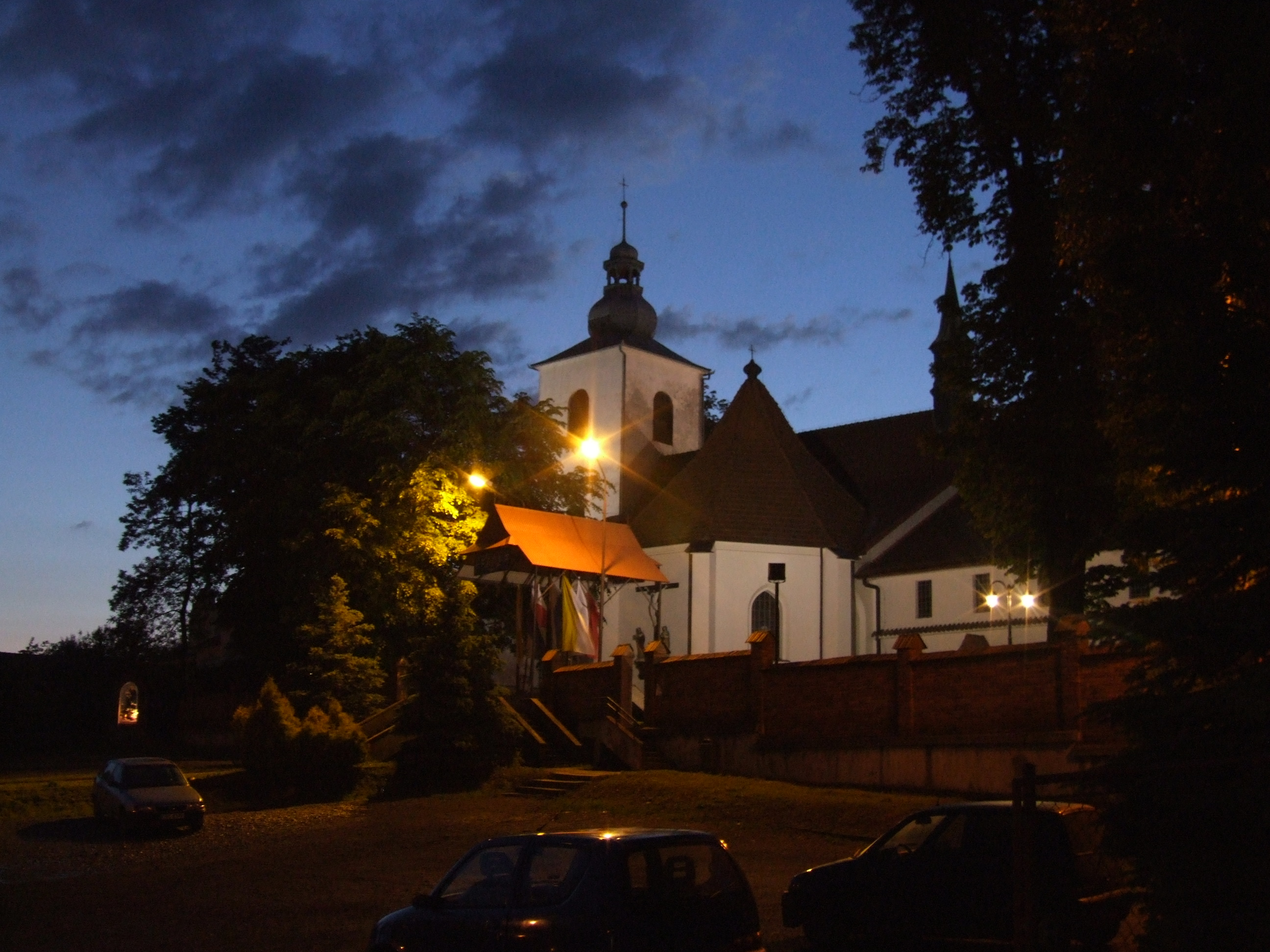
Kościół w Gdowie nocą

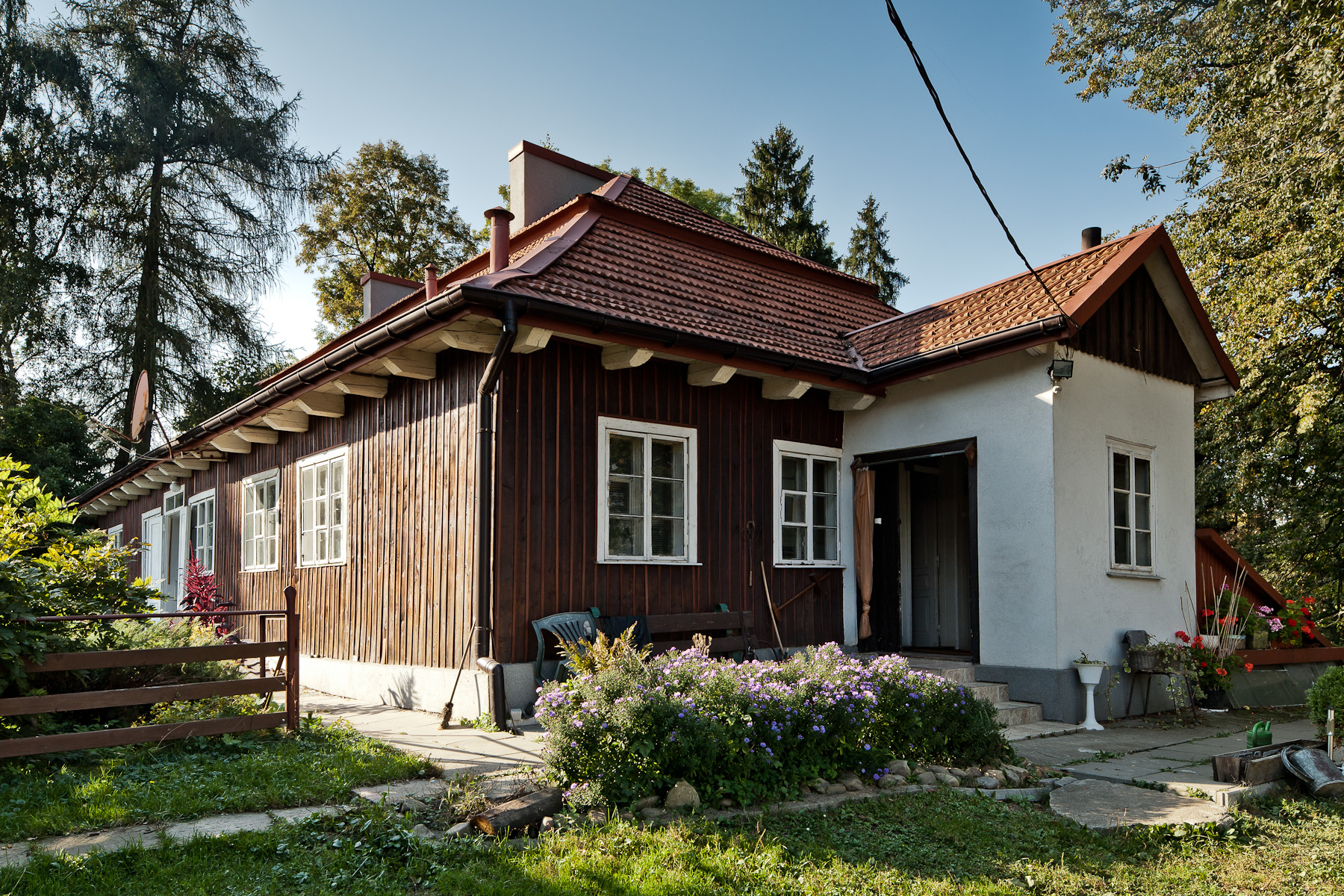
Zespół dworski w Gdowie

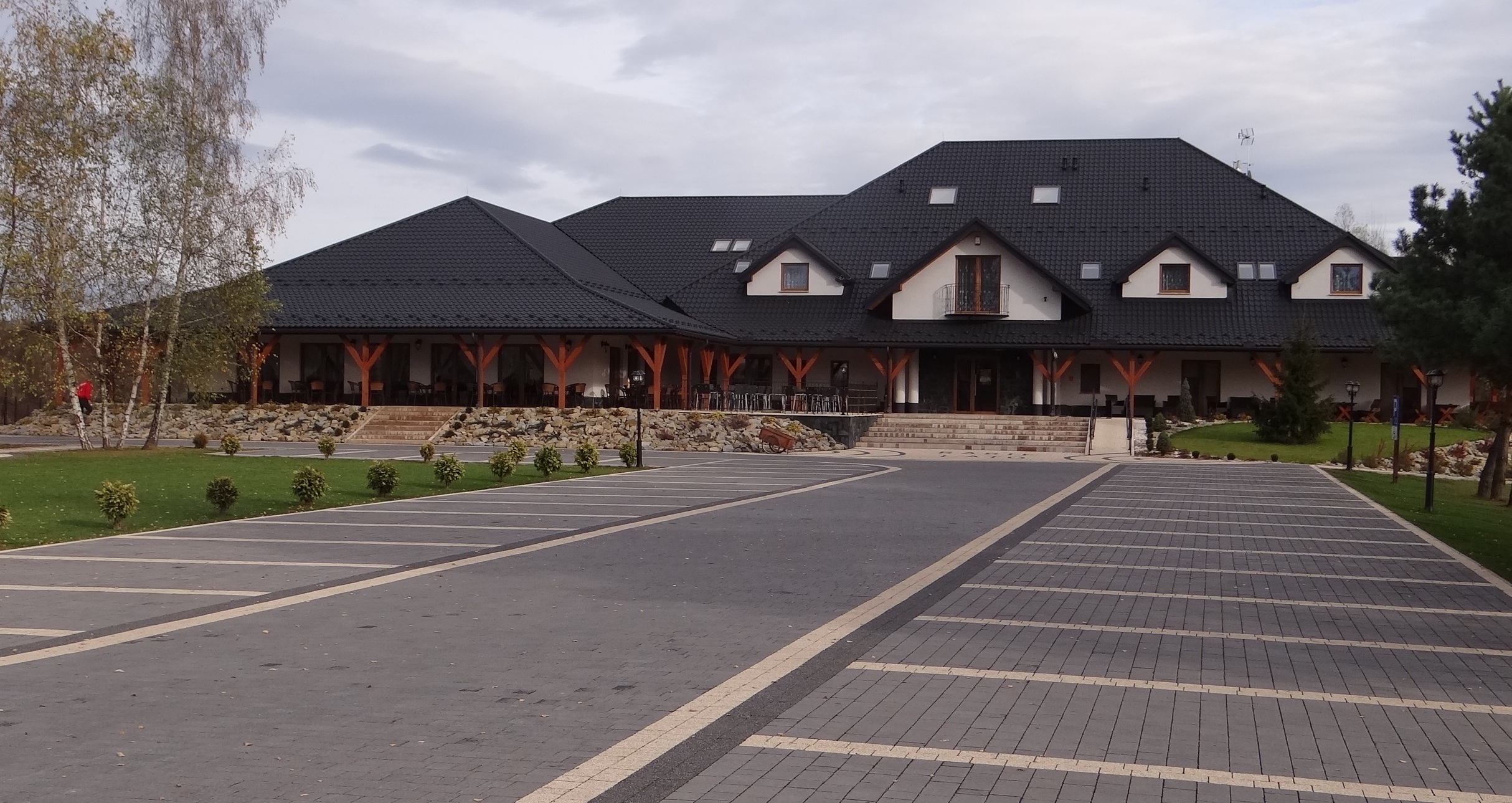
Zajazd nad Rabą

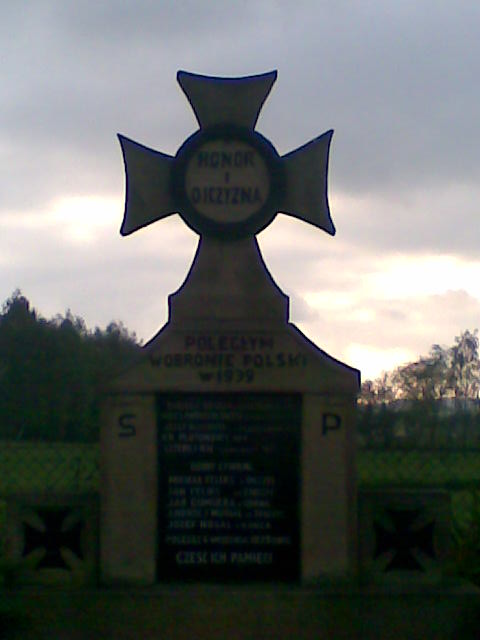
Zbiorowa mogiła z 1939

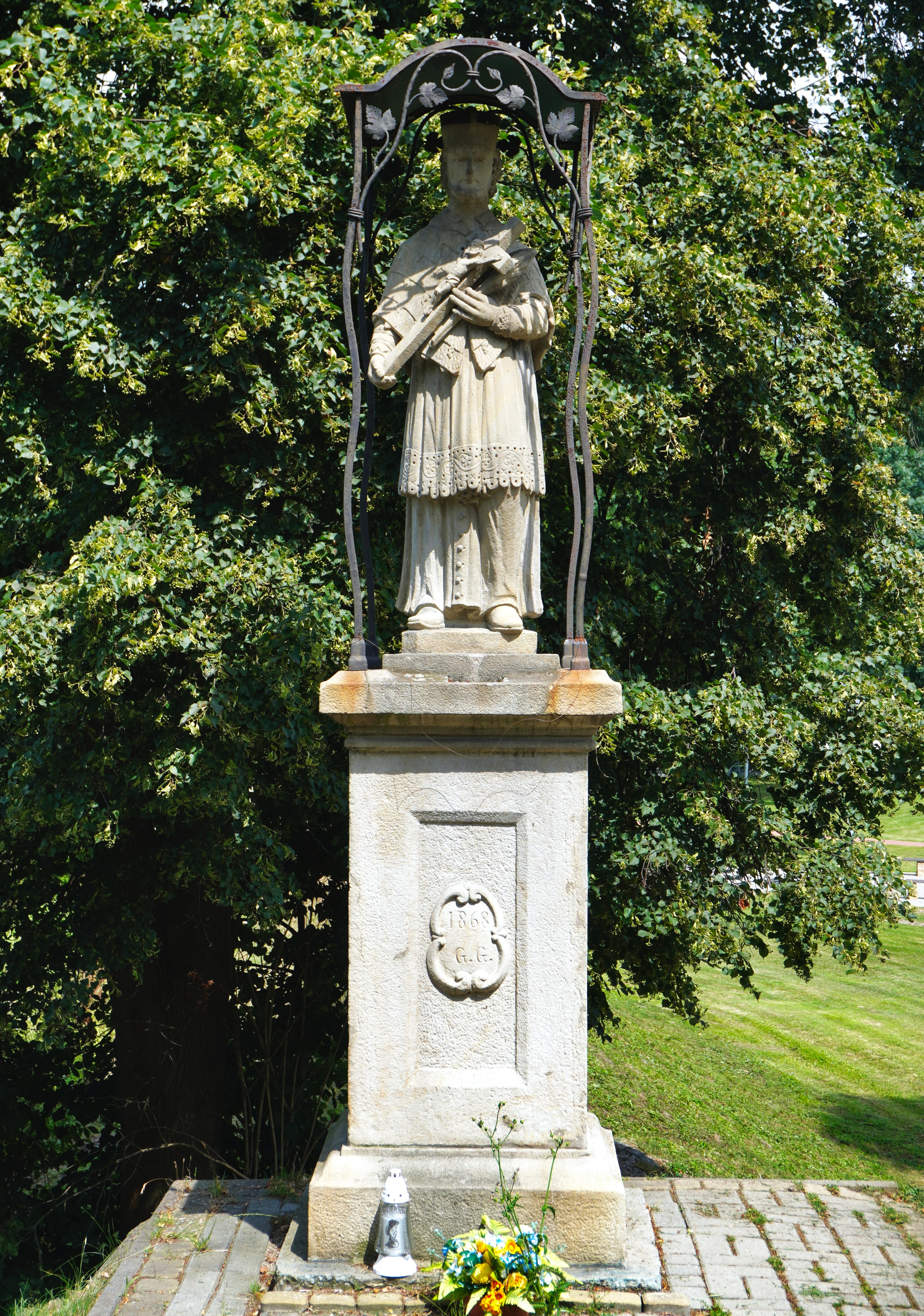
Figura św. Jana Nepomucena

Gdów – wieś w Polsce położona w województwie małopolskim, w powiecie wielickim, w gminie Gdów.
Gdów uzyskał lokację miejską przed 1794 rokiem, zdegradowany przed 1880 rokiem. W latach 1954–1972 wieś należała i była siedzibą władz gromady Gdów. W latach 1945–1975 należał administracyjnie do „dużego”, a w latach 1975–1998 do „małego” województwa krakowskiego.
| SIMC    | Nazwa     | Rodzaj     |
| ------- | --------- | ---------- |
| 0317895 | Dłużyzny  | część wsi  |
| 0317903 | Grobla    | część wsi  |
| 0317984 | Grzybowa  | przysiółek |
| 0317910 | Nowa Wieś | część wsi  |
| 0317926 | Obrytka   | część wsi  |
| 0317932 | Pod Górą  | część wsi  |
| 0317949 | Ulice     | część wsi  |
| 0317955 | Wygon     | część wsi  |
| 0317961 | Zagaje    | część wsi  |
| 0317978 | Zarabie   | część wsi  |

W miejscowości krzyżują się droga wojewódzka nr 966 z drogą wojewódzką nr 967. W październiku 2018 roku ukończona została budowa obwodnicy Gdowa.
Miejscowość jest siedzibą gminy Gdów.

## Położenie
Gdów znajduje się na Pogórzu Wielickim, w dolinie rzeki Raba. Przez Gdów przepływają także potoki Ruda, Lipnica i Kolawa. Lipnica stanowi wschodnią granicę miejscowości. Od południa Gdów granicy z Pogórzem Wiśnickim.

## Komunikacja
Komunikację publiczną zapewniają prywatne linie autobusowe. Najbliższa stacja kolejowa znajduje się w oddalonej o 15 km Wieliczce. Od 1 października 2018 roku do miejscowości Trąbki w sąsiedniej gminie Biskupice dociera linia autobusowa MPK numer 274.

## Historia
Wykopaliska archeologiczne prowadzone w okolicach Gdowa poświadczyły, że osadnictwo na tym terenie miało miejsce już w paleolicie, neolicie i w epoce brązu.
Z zapisów Jana Długosza wynika, że pierwsza stała osada została założona w XI wieku przez Gedkę herbu Gryf. Prawdopodobnie był on fundatorem kościoła, którego istnienie odnotowano po raz pierwszy w 1272 (jest to najstarszy dokument potwierdzający istnienie Gdowa). Gdy siła Gryfitów zaczęła słabnąć Gdów dostał się we władanie Drużynów, co miało miejsce ok. 1270. Na rozwój Gdowa miało zasadniczy wpływ jego położenie na skrzyżowaniu szlaków kupieckich prowadzących na Węgry (obecnie Kraków – Limanowa) i Bochnia – Myślenice. Mieszkańcy średniowiecznego Gdowa zajmowali się rybołówstwem, rzemiosłem i kupiectwem. Rozwój osady był hamowany przez przepływającą od południa Rabę, która często występowała z brzegów, niszcząc zabudowę.
W 1417 przez Gdów przeszedł orszak Władysława Jagiełły zmierzający z Halicza do Niepołomic. W 1444 król Władysław Warneńczyk jako wotum dziękczynne nadał gdowskiemu kościołowi pw. Najświętszej Marii Panny prawo dożywotniego czerpania dochodu, które jest przypisane do zajmowania określonego urzędu kościelnego i nosi nazwę beneficjum (prawa tego przestrzegano jeszcze w XIX wieku). Legenda głosi, że król zgubił podczas polowania drogę do zamku w Niepołomicach, uratowała go Matka Boża Gdowska, która wskazała mu prawidłowy kierunek jazdy. Gdów został przez króla przekazany sekretarzowi dworu Fihauserowi. W późniejszych latach Gdów często zmieniał właścicieli, byli nimi m.in. Stanisław II (Wielopolski) oraz Mikołaj II, ostatnimi właścicielami pod koniec XVII wieku zostali Lubomirscy. To stąd marszałek Hieronim Lubomirski wyruszył na czele rycerstwa szczyrzyckiego na odsiecz wiedeńską. August III Sas nadał dobrom gdowskim przywilej organizowania czterech jarmarków rocznie i cotygodniowego targu. Od tego czasu uważano Gdów za miasto.
W 1772 miał miejsce I rozbiór Polski, Gdów wraz z ziemiami położonymi na prawym brzegu Wisły dostał się pod panowanie Austrii. Od 1782 r. należał do cyrkułu bocheńskiego. Hrabia Ewaryst Andrzej Kuropatnicki w wydanym po raz pierwszy w 1786 r. dziełku pt. „Geografia (...) Galicyi i Lodomeryi” tak pisał o Gdowie: Domu przedtym książąt Lubomirskich; teraz Fichauzerów, z kościołem w pięknem położeniu. Tu się na poprzek gościńce traktowe drogi schodzą z Sącza i ze Spiża do Wieliczki i Krakowa i z Wiednia do Lwowa.
Podczas powstania krakowskiego pod Gdowem miała miejsce jedna z najważniejszych bitew. 26 lutego 1846 wojska austriackie dowodzone przez gen. Ludwiga von Benedeka rozbiły oddział pułkownika Jakuba Suchorzewskiego.
Po odzyskaniu niepodległości Gdów był ośrodkiem administracyjnym gminy leżącej w powiecie wielickim. W 1933 przeprowadzono w kraju reformę administracyjną, na podstawie ustawy scaleniowej Gdów stał się gromadą, która była częścią gminy zbiorowej. W Gdowie działały młyn, tartak i cegielnia, powszechne też było koszykarstwo.
W 1945, w ramach ofensywy styczniowej wojska Armii Czerwonej dotarły do Gdowa, będącego silnym punktem obrony wojsk niemieckich i przy zastosowaniu manewru oskrzydlającego 21 stycznia 1945 przerwały trwającą od 1939 okupację niemiecką.  W zdobyciu miejscowości uczestniczył 101 Korpus Armijny z 38 Armii należącej do 4 Frontu Ukraińskiego.
Po 1945 miejscowość stała się lokalnym ośrodkiem handlowym i usługowym pełniącym funkcję lokalnego ośrodka obsługi rolnictwa. Okolice Gdowa charakteryzują się rozwiniętą agroturystyką.

## Etymologia
Podobnie jak Gdańsk i Gdynia od prasłowiańskiej podstawy *gъd (lit. gudē, chorw. gdinjica = mały las, żupa serbska Gacka, u Konstantyna Porfirogenety w „De administrando imperio” Gutzeka, łac. Goduscani, żupa chorwacka Gacko zamieszkiwana przez plemię Gadczan, w kronikach frankijskich łac. natio Guduscanorum pod rządami księcia Borny dux Guduscanorum oraz kilka nazw miejscowych w Serbii Gacko [Gъd-ьsko], nazwa rzeki w Słowenii Gacka, chorwacki Gdinj na Hvarze, Dinjiška w Dalmacji, czeska Kdyně, po niem. Gedein) oznaczającej „mokry, wilgotny, bagienny” i równocześnie „zarośnięty”.
Jest to nazwa topograficzna o budowie Gd-ów, *gъd + przyrostek pierwotnie topograficzny -ów jak w Krak-ów (wieloznaczne słowiańskie krk), Tarn-ów (psł. tьrnъ=cierń, stąd tarnina).
Max Vasmer w odniesieniu do dwóch innych Gdowów, tj. rosyjskiego Gdowa i Gdowa ukraińskiego, a kiedyś leżącego w województwie lwowskim, odrzucał teorię Mikkoli rzekomego pochodzenia tej nazwy od Gotów oraz teorię Brücknera wywodzącą ją od hipotetycznie mającego przynależeć do zgodności bałto-słowiańskich staropruskiego gude – „krzaki, las”, ze względu na brak (wg niego) takiego słowa.

## Zabytki
Obiekty wpisane do rejestru zabytków nieruchomych województwa małopolskiego.
- Kościół parafialny pw. Narodzenia NMP;
- zespół dworski: dwór, park.

Inne
- cmentarz wojenny nr 375 oraz wspólny grób wojskowych i cywili z okolicznych miejscowości zabitych w czasie kampanii wrześniowej w 1939 roku;
- dzwonnica z początku XIX wieku z ważącym dwie tony dzwonem z 1462, noszącym imię Franciszek Bernard;
- zabudowa plebanii (eklektyczny dom księdza, bramka z XIX w. i dom katolicki Zorza z 1930);
- obelisk pamięci Bartosza Głowackiego (przy wjeździe do dworu).
- Cmentarz rzymskokatolicki. Pierwsze zapiski pochodzą jeszcze z czasów rozbiorów, kiedy Gdów był pod panowaniem austriackim. Najstarsze groby pochodzą z poł. XIX wieku. Na cmentarzu znajduje się kopiec-mogiła powstańców 1846 roku, który usypano w 1906 roku. Jest on mogiłą zbiorową 154 powstańców poległych w bitwie pod Gdowem. Na szczycie rzeźba przedstawiająca personifikację Ojczyzny fundacji rodziny poległego Michała Rottermunda. Znajdują się tam także groby bezimiennych żołnierzy z czasów I wojny światowej.

## Kultura
We wsi działają Zespół Regionalny „Gdowianie”, oraz Chór „Tutte le Corde".

## Sport
W miejscowości tej działa jeden klub sportowy:
- Ludowy Klub Sportowy Gdovia Gdów (najsławniejsi piłkarze Gdovii to Tadeusz Zastawniak, Franciszek Zastawniak, byli reprezentanci Polski).
- 15 września 2008 roku w Gdowie, otwarty został kompleks sportowy wchodzący w skład rządowego projektu ORLIK 2012.
- We wrześniu 2016 roku otwarta została hala sportowo-widowiskowa znajdująca się przy budynku Gimnazjum w Gdowie[18].

## Miasta partnerskie
Od 31 sierpnia 2007 r. miastami partnerskimi Gdowa są:
- Bad Nenndorf, Niemcy
- Perszotrawenśk, Ukraina

## Osoby związane z Gdowem
- Ludwik Solski – aktor, reżyser, dyrektor Teatru Słowackiego w Krakowie;
- Michał Grażyński – działacz wojskowy, społeczny, polityczny i harcerski, doktor filozofii i prawa;
- Franciszek Zastawniak – piłkarz Cracovii, reprezentant Polski, doktor chemii, gemmolog – ekspert kamieni szlachetnych;
- Tadeusz Zastawniak – piłkarz Cracovii, Polonii Warszawa, reprezentant Polski, absolwent prawa na Uniwersytecie Jagiellońskim, prokurator i adwokat;
- Andrzej Zieliński – muzyk, kompozytor, pianista i założyciel zespołu Skaldowie;
- Alina W. Chechelska – aktorka Teatru Śląskiego w Katowicach;
- Alfred Majewski – architekt;
- Piotr Kornecki – snycerz, twórca ołtarzy barokowych dla wielu kościołów w Małopolsce;
- Jan Józef Fitzke – archeolog, kustosz Muzeum Wołyńskiego w Łucku, podporucznik rezerwy zamordowany w Katyniu;
- Franciszek Jarecki – podporucznik pilot. Zapoczątkował „wielkie ucieczki” lądując na wyspie Bornholm najnowszym typem samolotu odrzutowego MIG;
- Andrzej Kusionowicz potem Grodyński (ur. 1861) – polski adwokat, doktor prawa, prezes Sądu Apelacyjnego w Katowicach, sekretarz Macierz Ziemi Cieszyńskiej, redaktor Gwiazdki Cieszyńskiej (1889-90).